# Liste von Kunstwerken im öffentlichen Raum in Alpen
Die Liste von Kunstwerken im öffentlichen Raum in Alpen gibt einen Überblick über Kunst im öffentlichen Raum, unter anderem Skulpturen, Plastiken, Landmarken und andere Kunstwerke in Alpen, Kreis Wesel. Es besteht kein Anspruch auf Vollständigkeit.

## Kunstwerke in Alpen
| Bezeichnung                 | Standort                                                  | Koordinate                      | errichtet | Künstler                       | Anmerkungen | Bild |
| --------------------------- | --------------------------------------------------------- | ------------------------------- | --------- | ------------------------------ | --- | ---- |
| Froschbrunnen               | Marktplatz Menzelen-Ost, Ringstraße                       | 51° 37′ 2,1″ N, 6° 31′ 45,3″ O  |           | Manfred Schless, Walter Bremer | Frösche sind das Wappentier der Menzelener                                                                                              |      |
| Geschichtsbrunnen           | Ortskern Alpen, Burgstraße 18 (Sparkasse)                 | 51° 34′ 33,2″ N, 6° 30′ 44,9″ O |           | Wolfgang Liesen                | 4 Metallblöcke mit mittiger Wasserfontäne, jeder Block repräsentiert einen Ortsteil von Alpen                                           |      |
| Besenbinder Plastik         | Bönninghardt, Winnenthaler Str.                           | 51° 34′ 35,7″ N, 6° 28′ 16,9″ O |           | Erika Rutert                   | Friedrich Kempkes, Friedrich Kempkes, "Blumme Fritz" genannt, diente der Künstlerin Erika Rutert als Motiv für ihre Plastik (Infotafel) |      |
| Frauenstelen am Marienstift | Am Marienstift, Ulrichstraße 16–18                        | 51° 34′ 36,8″ N, 6° 30′ 30,2″ O |           | Hiltrud Schmitz                | Symbolische Frauengestalten aus der Menschheitsgeschichte von Eva Urmutter bis Eva 2000                                                 |      |
| Mosaik St. Michael          | Menzelen-West                                             | Koordinaten fehlen! Hilf mit.   |           | Menke aus Goch                 | Gerettetes Mosaik der ehm. kath. Volksschule Menzelen-West                                                                              |      |
| Rhythmus (2011)             | Alpen, Rathaus                                            | 51° 34′ 30,7″ N, 6° 30′ 45,6″ O |           | Brigitte Böckmann-Jennen       | Zwei Mosaiksäulen aus über 50.000 venezianischen Goldsteinen                                                                            |      |
| "Tante Sina" mit Wippött    | Menzelen-West, Schützenhaus "Am Wippött", Schulstraße 59H | 51° 36′ 8,6″ N, 6° 30′ 24,6″ O  | 2007      | Erika Rutert                   | Bronze. Bis 1978 lebte Gesine van Leuck (Tante Sina) auf dem Anwesen, das 1982 abbrannte. Ihr zu Ehren wurde die Skulptur angefertigt.  |      |
| Amaliendenkmal              | Evangelische Kirche / Amaliendenkmal Alpen                | 51° 34′ 37,6″ N, 6° 30′ 52,8″ O |           | Hans-Peter Fonteyne            | Grabmal (Epitaph) der Kurfürstin Amalia                                                                                                 |      |
| Krähenbaum                  | Veen, Kirchstr. / Am Wall                                 | 51° 36′ 52,8″ N, 6° 27′ 20,3″ O |           |                                | Die Krähe ist das Wappentier der Veener                                                                                                 |      |